# Bova di Marrara
Bova di Marrara is een plaats (frazione) in de Italiaanse gemeente Ferrara.